# Укротительница тигров
«Укротительница тигров» — советский комедийный художественный фильм, поставленный в 1954 году режиссёрами Надеждой Кошеверовой и Александром Ивановским. Дебют в кино актрис Людмилы Касаткиной и Нины Ургант.
Премьера фильма в СССР состоялась 11 марта 1955 года.

## Сюжет
Фёдор Ермолаев — знаменитый мотогонщик, после очередной победы в соревнованиях, получает приглашение от директора цирка зайти к нему на разговор. Придя в назначенное время, гонщик становится свидетелем ЧП: тигр выбрался из клетки и обосновался в кабинете директора, который, наряду с другими служащими, вынужден прятаться. Загнать тигра обратно берётся Леночка Воронцова, девушка из цирковой семьи, работающая уборщицей клеток, но мечтающая о карьере дрессировщика.
Директор предлагает Ермолаеву номер «Мотоцикл под куполом цирка». Главный бухгалтер цирка, Ферапонт Ильич, у которого живет Фёдор, очень рад за товарища и советует ему согласиться. Гонщик обещает подумать.
Тем временем Лена гуляет в компании друга детства и младшего товарища Фёдора Ермолаева, старпома речного буксира Пети Мокина. Пётр влюблён в Лену и всячески уговаривает её послушать мать и уволиться из цирка. Молодые люди ссорятся, в результате чего Петя уходит, а Лена случайно встречает Ермолаева, с которым мельком виделась утром, когда загоняла тигра. В разговоре тот сообщает ей о цели своего визита в цирк, о сделанном ему предложении и о своих сомнениях. Под напором Лены они едут в цирк на мотоцикле. Фёдор впервые видит мир закулисья, знакомится с артистами и даёт свое согласие — при условии, что его ассистенткой будет Воронцова. В процессе подготовки номера между будущим артистом и его помощницей возникают взаимные чувства.
Тем временем в цирке происходят перемены: дрессировщика Алмазова, третировавшего Лену как «выскочку» и запрещавшего ей подходить к тиграм, увольняют за пьянство и нарушение рабочей дисциплины. Директору срочно требуется найти нового дрессировщика. Леночка, понимая, что это её шанс, вызывается работать с тиграми и по этой причине отказывается ассистировать Фёдору. Они ссорятся. От безысходности Ермолаев берёт на вакантное место ассистентки влюблённую в него дочь Ферапонта Ильича, глуповатую Олечку.
Оля в разговоре с Леной признаётся, что влюблена в Ермолаева, и просит совета. Воронцова же в порыве ревности врёт, что Фёдор женат и у него трое детей: «двое в Пензе, один на Камчатке». На гастролях мотогонщик не может сработаться со своей новой ассистенткой и постоянно придирается к ней, сравнивая с Леной. Олечка в ответ на придирки передаёт Ермолаеву рассказ Воронцовой о его «жене» и «детях», добавляя, что завтра у девушки дебют с тиграми. Фёдор понимает, что Лена любит его, и, извинившись перед Олей, мчится с гастролей на мотоцикле, торопясь увидеть первый выход дрессировщицы на манеж.
Дебют Лены проходит с большим успехом, публика в восторге. Петя, прибывший из рейса, приходит после выступления к Лене, говорит, что любит её, и просит руки. Девушка признаётся, что видит в Пете только друга. Затем в гримёрную входит Ермолаев, который тоже успел на выступление Воронцовой. Он мирится с Леной и признаётся ей в своих чувствах…

## В ролях
- Людмила Касаткина — Лена Воронцова
- Павел Кадочников — Фёдор Николаевич Ермолаев
- Леонид Быков — Петя Мокин
- Павел Суханов — Никита Антонович, директор цирка
- Константин Сорокин — Ферапонт Ильич, главбух цирка
- Гликерия Богданова-Чеснокова (в титрах Г. Богданова-Честнокова) — Мария Михайловна, жена Ферапонта Ильича
- Нина Ургант — Олечка, дочь Ферапонта Ильича
- Борис Эдер — Антон Афанасьевич Телегин, дрессировщик
- Татьяна Пельтцер — Эмми Степановна Воронцова, мать Лены
- Александр Орлов — Василий Васильевич Воронцов, отец Лены
- Сергей Филиппов — Казимир Алмазов (по паспорту Кузьма Пыжов), укротитель
- Анатолий Королькевич — Могикан, иллюзионист (в титрах В. Королькевич)
- Николай Трофимов — Мышкин
- тигр Пурш — играет самого себя

## Съёмочная группа
- Сценарий — Климентий Минц, Евгений Помещиков
- Постановка — Александр Ивановский, Надежда Кошеверова
- Главный оператор — Аполлинарий Дудко
- Режиссёр — Иосиф Гиндин
- Художники — Абрам Векслер, Семён Мандель
- Композитор — Моисей Вайнберг
- Звукооператор — Александр Беккер
- Дрессура тигров — Борис Эдер
- Текст песен — Михаил Дудин

## Съемки
Часть натурных съёмок велась недалеко от «Ленфильма» в районе Чёрной Речки (практически там же, где позже снимались «Приключения Шерлока Холмса и Доктора Ватсона»).

## Критика
Критик Моисей Иофьев оценивал фильм следующим образом: «Своеобразный сюжет и атмосфера искупали сухость любовного дуэта героев Касаткиной и Кадочникова. Броские эпизоды, яркие события делали ненужной детальную разработку отношений. Фильм оставлял цельное впечатление…».
Киновед Ростислав Юренев констатировал, что «комедия…была радостно встречена и зрителями, и прессой». Он высоко оценил фильм, назвав его «образцом того, как кинематограф должен творчески использовать материал смежных искусств». «Кинодраматурги К. Минц и Е. Помещиков и режиссёры А. Ивановский и Н. Кошеверова, — писал он, — уверенно построили кинематографическое действие, в котором цирк является лишь средой, материалом … Их интересовали люди, работающие в цирке, раскрытие их характеров».

Динамичность сюжетных ситуаций, остроумный, живой диалог дали актёрам хорошие возможности. В первую очередь нужно отметить успех молодой, впервые снимавшейся в кино актрисы Л. Касаткиной. <…> Искорки весёлого озорства, сверкающие в глазах актрисы, её заразительный смех, естественная грация, её девичье лукавство быстро покорили зрителя.<…> …мастерство и отличная спортивная подготовка помогли Кадочникову, и его Ермолаев в общем получился достаточно убедительным.

Критик также отмечал, что «остроумен и изобретателен С. Филиппов», «смешное и лирическое соединяет К. Сорокин в образе бухгалтера-энтузиаста», «удачно дебютировал молодой артист Л. Быков». «Любопытно, — отмечал Р. Юренев, — что цирковые номера в фильме нисколько не проиграли, а выиграли. Произошло это потому, что интерес к аттракциону зритель соединил с интересом к герою, исполняющему этот аттракцион». В заключительной фразе своего анализа он писал: «Успех „Укротительницы тигров“ во многом объясняется ещё и тем, что авторы смело использовали методы эксцентриады, трюка, пародии, почти забытые в период „малокартинья“ и даже заподозренные в формализме».
В. Боровков давал следующую оценку: «Заслуга режиссёров фильма в том, что они чутко выявили в образах и атмосфере сценария весьма симптоматичную черту времени. После ряда фильмов периода малокартинья с „дистиллированным“ бытом, с розово-дидактичными, положительными героями здесь … проявились и черты живого быта, и по-настоящему живая характерность в образах так называемых „простых“, „обыкновенных“ людей. Они воплощены с большой сердечной теплотой — также как и вся атмосфера цирка». Он также написал: «Органика характеров и обстоятельств — здесь главное достоинство режиссуры, что и предопределило успех фильма».
В одном из томов «Новейшей истории отечественного кино» утверждалось, что комедия «Укротительница тигров» «являла собой увлекательное зрелище, созданное по добротным „голливудским“ законам». Киновед Александр Фёдоров назвал комедию очень удачной.

## Видео

### VHS
- 1990 — «Крупный план»
- 1996 — «49 часов»
- 1998 — «Крупный план» (переиздание)
- 2000 — «Ленфильм Видео»

### DVD
- 2002 — «Ленфильм Видео»
- 2004 — «CP Digital»
- 2007 — Крупный план (издание: Полное отреставрация изображения и звука)